# Liste de mosquées de Chine
Vous trouverez ci-dessous une liste partielle des mosquées de République populaire de Chine.

## Liste

### Pékin
| Nom en français   | Chinois simplifié | Image | Ville | Province | Année | Remarques                                                                                      |
| ----------------- | ----------------- | ----- | ----- | -------- | ----- | ---------------------------------------------------------------------------------------------- |
| Mosquée de Niujie | 牛街礼拜寺        |       | Pékin | Pékin    | 996   | Construite sous les Khitans de la dynastie Liao dans leur capitale du Sud nommée alors Nanjing |

### Fujian
| Nom en français     | Chinois simplifié | Image | Ville    | Province | Année                           | Remarques                                        |
| ------------------- | ----------------- | ----- | -------- | -------- | ------------------------------- | ------------------------------------------------ |
| Mosquée Fayuan (zh) | 法源清真寺        |       | Pékin    | Pékin    | République de Chine (1912-1949) | Classée en 2007 au patrimoine municipal de Pékin |
| Mosquée de Fuzhou   | 福州清真寺        |       | Fuzhou   | Fujian   | 628                             |                                                  |
| Mosquée Qingjing    | 清淨寺            |       | Quanzhou | Fujian   | 1009                            |                                                  |

### Gansu
| Nom en français                     | Chinois simplifié      | Image | Ville                                  | Province | Année | Remarques |
| ----------------------------------- | ---------------------- | ----- | -------------------------------------- | -------- | ----- | --------- |
| Mosquée de Dunhuang                 | 敦煌市清真寺           |       | Dunhuang                               | Gansu    |       |           |
| Mosquée Chengjiao de Linxia         | 临夏城郊清真寺         |       | Linxia                                 | Gansu    |       |           |
| Grande mosquée Dongguan de Linxia   | 临夏东关大清真寺       |       | Linxia                                 | Gansu    |       |           |
| Mosquée Hanjia de Linxia            | 临夏汉家清真寺         |       | Linxia                                 | Gansu    |       |           |
| Mosquée Huasi (zh)                  | 临夏汉家清真寺         |       | Linxia                                 | Gansu    | 1487  |           |
| Mosquée Laohua de Linxia            | 华寺清真寺             |       | Linxia                                 | Gansu    |       |           |
| Mosquée Qianheyan de Linxia         | 临夏前河沿清真寺       |       | Linxia                                 | Gansu    |       |           |
| Mosquée Suoma de Linxia             | 临夏市锁麻清真寺       |       | Linxia                                 | Gansu    |       |           |
| Mosquée Tiejia de Linxia            | 清真铁家寺             |       | Linxia                                 | Gansu    |       |           |
| Mosquée Xiaershe de Linxia          | 临夏市下二社清真寺     |       | Linxia                                 | Gansu    |       |           |
| Mosquée Xidaotang Machang de Linxia | 临夏市西道堂麻场清真寺 |       | Linxia                                 | Gansu    |       |           |
| Mosquée Xinhua de Linxia            | 清真新华寺             |       | Linxia                                 | Gansu    |       |           |
| Mosquée Tongjing Liujiaxia          | 永靖县刘家峡清真寺     |       | Liujiaxia (刘家峡镇), Xian de Yongjing | Gansu    |       |           |
| Mosquée Anning de Lanzhou           | 兰州安宁清真寺         |       | Lanzhou                                | Gansu    |       |           |
| Mosquée Qilihe                      |                        |       | Lanzhou                                | Gansu    |       |           |
| Grande mosquée Xiguan de Lanzhou    | 兰州西关清真大寺       |       | Lanzhou                                | Gansu    |       |           |
| Mosquée shuishang de Lanzhou        | 兰州水上清真寺         |       | Lanzhou                                | Gansu    |       |           |
| Mosquée de Shina                    |                        |       | Shinacun                               | Gansu    |       |           |
| Mosquée Houjie                      | 后街清真寺             |       | Tianshui                               | Gansu    |       |           |

### Guangdong
| Nom en français     | Chinois simplifié | Image | Ville     | Province  | Année | Remarques |
| ------------------- | ----------------- | ----- | --------- | --------- | ----- | --------- |
| Mosquée Huaisheng   | 怀圣寺 / 懷聖寺   |       | Canton    | Guangdong | 650   |           |
| Mosquée de Shenzhen | 深圳清真寺        |       | Shenzhen  | Guangdong | 2014  |           |
| Mosquée Xianxian    | 先贤清真寺        |       | Guangzhou | Guangdong | 629   |           |

### Guangxi
| Nom en français    | Chinois simplifié | Image | Ville   | Province | Année | Remarques |
| ------------------ | ----------------- | ----- | ------- | -------- | ----- | --------- |
| Mosquée de Nanning | 南宁清真寺        |       | Nanning | Guangxi  |       |           |

### Heilongjiang
| Nom en français   | Chinois simplifié | Image | Ville                      | Province     | Année                | Remarques |
| ----------------- | ----------------- | ----- | -------------------------- | ------------ | -------------------- | --------- |
| Mosquée de Bukui  | 卜奎清真寺        |       | Qiqihar                    | Heilongjiang | 1684 (Dynastie Qing) |           |
| Mosquée de Daowai | 道外清真寺        |       | district de Daowai, Harbin | Heilongjiang | 1897 (Dynastie Qing) |           |

### Hebei
| Nom en français             | Chinois simplifié | Image | Ville                                | Province | Année               | Remarques |
| --------------------------- | ----------------- | ----- | ------------------------------------ | -------- | ------------------- | --------- |
| Mosquée de Shanhaiguan (zh) | 山海关清真寺      |       | district de Shanhaiguan, Qinhuangdao | Hebei    | 1380 (Dynastie Ming |           |

### Hong-Kong
| Nom en français                       | Chinois simplifié       | Image | Ville   | Province  | Année | Remarques |
| ------------------------------------- | ----------------------- | ----- | ------- | --------- | ----- | --------- |
| Centre islamique et Masjid de Kowloon | 九龍清真寺暨伊斯蘭中心1 |       | Kowloon | Hong Kong | 1896  |           |

### Macao
| Nom en français       | Chinois simplifié | Image | Ville                                | Province | Année | Remarques |
| --------------------- | ----------------- | ----- | ------------------------------------ | -------- | ----- | --------- |
| Mosquée de Macao (en) | 澳门清真寺        |       | Freguesia de Nossa Senhora de Fátima | Macao    | 1774  |           |

### Mongolie-Intérieure
| Nom en français                          | Chinois simplifié    | Image | Ville                        | Province            | Année                              | Remarques |
| ---------------------------------------- | -------------------- | ----- | ---------------------------- | ------------------- | ---------------------------------- | --- |
| Grande Mosquée de Hohhot                 | 呼和浩特真大寺       |       | Hohhot                       | Mongolie-Intérieure | 1693                               | |
| Grande mosquée du Nord de Chifeng        | 赤峰清真北大寺       |       | Chifeng                      | Mongolie-Intérieure | ~1747, Ère Qianlong, Dynastie Qing | Inscrit sur la 7e liste des Sites historiques et culturels majeurs protégés au niveau national (Mongolie intérieure), sous le numéro 7-0918 |
| Mosquée du district de Dongsheng à Ordos | 鄂尔多斯东胜区清真寺 |       | Ordos, district de Dongsheng | Mongolie-Intérieure | 1957                               | |

### Ningxia
| Nom en français                    | Chinois simplifié | Image | Ville                          | Province | Année | Remarques |
| ---------------------------------- | ----------------- | ----- | ------------------------------ | -------- | ----- | --------- |
| Grande mosquée de Tongxin          | 同心清真大寺      |       | Xian de Tongxin                | Ningxia  | 600   |           |
| Mosquée de Wuzhong                 | 吴忠的清真寺      |       | Wuzhong                        | Ningxia  |       |           |
| Grande mosquée Nanguan             | 南关清真大寺      |       | District de Xingqing, Yinchuan | Ningxia  | 1981  |           |
| Mosquée Najiahu                    | 纳家户清真寺      |       | Xian de Yongning, Yinchuan     | Ningxia  | 1524  |           |
| Grande mosquée Taizi               | 台子清真大寺      |       | Yinchuan                       | Ningxia  |       |           |
| Parc culturel Mosquée Hui de Chine | 中华回乡文化园    |       | Xian de Yongning, Yinchuan     | Ningxia  |       |           |

### Qinghai
| Nom en français                  | Chinois simplifié | Image | Ville             | Province | Année | Remarques |
| -------------------------------- | ----------------- | ----- | ----------------- | -------- | ----- | --------- |
| Mosquée Ahetan                   | 阿河滩清真寺      |       | Hualong           | Qinghai  | 1323  |           |
| Mosquée Dongguan                 | 东关清真大寺      |       | Xining            | Qinghai  | 1380  |           |
| Grande mosquée du bourg de Duoba | 多巴清真大寺      |       | Duoba             | Qinghai  |       |           |
| Mosque du Xian de Huangyuan      | 湟源县清真寺      |       | Xian de Huangyuan | Qinghai  | 1865  |           |

### Shaanxi
| Nom en français           | Chinois simplifié | Image | Ville | Province | Année                | Remarques                                                                           |
| ------------------------- | ----------------- | ----- | ----- | -------- | -------------------- | ----------------------------------------------------------------------------------- |
| Grande Mosquée de Xi'an   | 西安大清真寺      |       | Xi'an | Shaanxi  | 742                  |                                                                                     |
| Mosquée Daxuexixiang (zh) | 大学习巷清真寺    |       | Xi'an | Shaanxi  | Dynastie Ming à Qing | Inscrite sur la liste des sites historiques et culturels majeurs nationaux protégés |

### Shandong
| Nom en français               | Chinois simplifié | Image | Ville                   | Province | Année | Remarques |
| ----------------------------- | ----------------- | ----- | ----------------------- | -------- | ----- | --------- |
| Grande mosquée Sud de Jinnan  | 济南清真南大寺    |       | Jinnan                  | Shandong | 1295  |           |
| Mosquée Est de Linqing (zh)   | 临清清真东寺      |       | Linqing                 | Shandong |       |           |
| Mosquée Ouest de Linqing (zh) | 临清西清真寺      |       | Linqing                 | Shandong |       |           |
| Mosquée Matou                 | 马头清真寺        |       | Linyi, Xian de Tancheng | Shandong |       |           |
| Mosquée de Qufu               | 曲阜市清真寺      |       | Qufu                    | Shandong |       |           |
|                               |                   |       | Tai'an                  | Shandong |       |           |

### Shanghai
| Nom en français      | Chinois simplifié | Image | Ville     | Province | Année            | Remarques |
| -------------------- | ----------------- | ----- | --------- | -------- | ---------------- | --------- |
| Mosquée de Songjiang | 松江清真寺        |       | Songjiang | Shanghai | 1364-1367 (Yuan) |           |

### Sichuan
| Nom en français         | Chinois simplifié | Image | Ville                              | Province | Année | Remarques |
| ----------------------- | ----------------- | ----- | ---------------------------------- | -------- | ----- | --------- |
| Mosquée Nord de Songpan | 松潘清真北寺      |       | Xian de Songpan                    | Sichuan  | 1919  |           |
| Mosquée de Yousuotun    | 佑所屯清真寺      |       | village Yousuotun, Xian de Songpan | Sichuan  |       |           |

### Tibet
| Nom en français          | Chinois simplifié                                       | Image | Ville  | Province | Année | Remarques |
| ------------------------ | ------------------------------------------------------- | ----- | ------ | -------- | ----- | --------- |
| Grande Mosquée de Lhassa | 拉萨清真大寺 བོད་ལྗོངས་ལྷ་ས་ཨི་སི་ལན་ཕྱག་ཁང་ཆེན་མོ། 河坝林清真寺 |       | Lhassa | Tibet    |       |           |
| Petite Mosquée de Lhassa | 拉萨清真小寺                                            |       | Lhassa | Tibet    |       |           |

### Xinjiang
| Nom en français                                  | Chinois simplifié        | Image | Ville                     | Province | Année | Remarques |
| ------------------------------------------------ | ------------------------ | ----- | ------------------------- | -------- | ----- | --------- |
| Mosquée Khan-Tengri (zh)                         | 汗腾格里清真寺           |       | Urumqi                    | Xinjiang |       |           |
| Grande Mosquée du Qinghai d'Urumqi               | 乌鲁木齐市青海大寺       |       | Urumqi                    | Xinjiang |       |           |
| Mosquée du Sud du grand pont de l'Ouest d'Urumqi | 乌鲁木齐市西大桥南清真寺 |       | Urumqi                    | Xinjiang |       |           |
| Grande mosquée Hezhou                            | 河州大清真寺             |       | Urumqi                    | Xinjiang |       |           |
| Grande Mosquée du Shaanxi d'Urumqi (zh)          | 乌鲁木齐陕西大寺         |       | Urumqi                    | Xinjiang |       |           |
| Mosquée Suiyuan                                  | 绥远清真寺               |       | Urumqi                    | Xinjiang |       |           |
| Mosquée de Hotan                                 | 加买礼拜寺               |       | Hotan                     | Xinjiang | 1870  |           |
| Mosquée Id Kah                                   | 艾提尕尔清真寺           |       | Kashgar                   | Xinjiang | 1442  |           |
| Grande mosquée de Kucha                          | 库车大寺                 |       | Kucha                     | Xinjiang | 1561  |           |
| Mosquée de Lop                                   |                          |       | Bourg de Lop, Xian de Lop | Xinjiang |       |           |

### Yunnan
| Nom en français                           | Chinois simplifié        | Image | Ville                                      | Province | Année | Remarques |
| ----------------------------------------- | ------------------------ | ----- | ------------------------------------------ | -------- | ----- | --------- |
| Mosquée de Jiansui                        | 清真寺                   |       | Bourg de Qujiang, Xian de Jianshui         | Yunnan   |       |           |
| Mosquée de Weishandong lianhuacun de Dali | 大理巍山东莲花村的清真寺 |       | Dali                                       | Yunnan   |       |           |
| Mosquée de Zhihua                         | 大理市芝华清真寺         |       | Dali, Fengyi (凤仪镇), Zhihua cun (芝华村) | Yunnan   |       |           |
| Mosquée Nanwuli qiao de Dali              | 大理市南五里桥           |       | Dali                                       | Yunnan   |       |           |
| Mosquée Nanmen                            | 大理南门清真寺           |       | Dali                                       | Yunnan   |       |           |
| Mosquée Ximen                             | 大理西门清真寺           |       | Dali                                       | Yunnan   |       |           |
| Mosquée de Gucheng                        | 古城清真寺               |       | District de Gucheng, Lijiang               | Yunnan   |       |           |
| Mosquée Najiaying                         | 衲家营清真寺             |       | Xian de Tonghai                            | Yunnan   |       |           |
| Mosquée de Dahui                          | 大回清真寺               |       | Xian de Tonghai                            | Yunnan   |       |           |